# Samuel C. Pomeroy
Pour les articles homonymes, voir Pomeroy.
Samuel Clarke Pomeroy (3 janvier 1816 – 27 août 1891) est un homme politique américain qui fut sénateur des États-Unis pour le Kansas de 1861 à 1873 en tant que membre du Parti républicain.

## Biographie
Samuel Clarke Pomeroy est né le 3 janvier 1816 à Southampton dans le Massachusetts. Il étudie au Amherst College de 1836 à 1838 avant de devenir enseignant.
Il est élu à la Chambre des représentants du Massachusetts de 1852 à 1853 puis émigre vers l'Ouest en 1854 et s'installe à Lawrence dans le territoire du Kansas. Lorsque le Kansas devient un État de l'Union en 1861, Pomeroy est élu sénateur au Congrès des États-Unis en tant que républicain et sert à ce poste jusqu'en 1873.
Il meurt le 27 août 1891 à Whitinsville (en) au Massachusetts et est inhumé au cimetière de Forest Hills à Boston.